# فهرست نمایندگان دوره دوازدهم مجلس شورای ملی
آنچه در پی می‌آید فهرست نمایندگان دورهٔ دوازدهم مجلس شورای ملی ایران است که از ۳ آبان ۱۳۱۸ تا ۹ آبان ۱۳۲۰ دایر بود.
| شمارهٔ ردیف | حوزهٔ انتخابیه             | نماینده                                    | توضیحات                                                                                          |
| ---------- | ------------------------- | ------------------------------------------ | ------------------------------------------------------------------------------------------------ |
| ۱          | تهران                     | حسن اسفندیاری (محتشم‌السلطنه)               | رئیس سنی و رئیس مجلس                                                                             |
| ۲          | تهران                     | مهدی دادور (وثوق‌السلطنه)                   |                                                                                                  |
| ۳          | تهران                     | ابوالقاسم فروهر                            |                                                                                                  |
| ۴          | تهران                     | حسنعلی مستشار (مستشارالملک)                |                                                                                                  |
| ۵          | تهران                     | محمدرضا تهرانچی                            |                                                                                                  |
| ۶          | تهران                     | عبدالحسین نیک‌پور                           |                                                                                                  |
| ۷          | تهران                     | سید حبیب‌الله لاریجانی                      |                                                                                                  |
| ۸          | تهران                     | علی وکیلی                                  | در ۲۱ اسفند ۱۳۱۸ سلب مصونیت و زندانی شد و در ۶ مهر ۱۳۲۰ پس از آزادی و اعاده حیثیت به مجلس بازگشت |
| ۹          | تهران                     | عباس مسعودی                                |                                                                                                  |
| ۱۰         | تهران                     | عبدالرحیم شباهنگ                           |                                                                                                  |
| ۱۱         | تهران                     | سید احمد بهبهانی                           |                                                                                                  |
| ۱۲         | تهران                     | حسن لقمان ادهم (حکیم‌الدوله)                |                                                                                                  |
| ۱۳         | آباده                     | ابوالحسن رضوی شیرازی                       |                                                                                                  |
| ۱۴         | اراک                      | مرتضی قلی‌خان بیات (سهام‌السلطان)            | نایب رئیس از ۱۴ فروردین تا ۱۴ مهر ۱۳۱۹ و از ۱۴ فروردین ۱۳۲۰ تا پایان مجلس                        |
| ۱۵         | اراک                      | عمادالدین سزاوار                           |                                                                                                  |
| ۱۶         | اردبیل                    | محمدرضا اردبیلی                            |                                                                                                  |
| ۱۷         | اصفهان                    | محمدعلی اوحدی                              |                                                                                                  |
| ۱۸         | اصفهان                    | حسین جلائی (جلاءالسلطان)                   |                                                                                                  |
| ۱۹         | اصفهان                    | میرزا حسین‌خان فاطمی                        |                                                                                                  |
| ۲۰         | اهر و ارسباران            | قاسم اهری                                  |                                                                                                  |
| ۲۱         | ایرانشهر و بلوچستان       | مراد ابراهیمی ریگی                         |                                                                                                  |
| ۲۲         | بابل                      | محمدتقی اسفندیاری (منتخب‌الملک)             | در آبان ۱۳۱۸ درگذشت                                                                              |
| ۲۳         | بابل                      | میرزا علی‌اکبر ملک‌زاده آملی                 |                                                                                                  |
| ۲۴         | بابل                      | معصوم حمزه‌تاش                              |                                                                                                  |
| ۲۵         | بجنورد                    | داود طوسی                                  | مخبر کمیسیون کشور - منشی از ۱۴ فروردین ۱۳۱۹ تا پایان مجلس                                        |
| ۲۶         | بروجرد                    | سید احمد اعتبار (اعتبارالدوله)             | مخبر کمیسیون‌های بودجه و دارایی                                                                   |
| ۲۷         | بروجرد                    | اسماعیل یاراحمدی                           |                                                                                                  |
| ۲۸         | بم                        | دکتر مهدی ملک‌زاده                          |                                                                                                  |
| ۲۹         | بندر پهلوی                | رضا رفیع (قائم مقام‌الملک)                  | در ۲۲ اردیبهشت ۱۳۱۹ سلب مصونیت و زندانی شد. در ۲۷ مهر ۱۳۲۰ پس از اعاده حیثیت به مجلس بازگشت      |
| ۳۰         | بندرعباس                  | مختار مشیر دوانی                           |                                                                                                  |
| ۳۱         | بوشهر                     | شکرالله صفوی                               |                                                                                                  |
| ۳۲         | بوشهر                     | محمود عزیزی                                |                                                                                                  |
| ۳۳         | بهبهان و کهگیلویه         | سلطان علی سلطانی                           |                                                                                                  |
| ۳۴         | بیجار و گروس              | سید اسماعیل ملایری (شیخ‌الاسلام)            |                                                                                                  |
| ۳۵         | بیرجند و قائنات           | محمدعلی منصف                               |                                                                                                  |
| ۳۶         | تبریز                     | ابوالحسن صدر ثقةالاسلامی                   |                                                                                                  |
| ۳۷         | تبریز                     | غلام‌حسین فرشی                              |                                                                                                  |
| ۳۸         | تبریز                     | عیسی لیقوانی (امیر معتضد)                  | ناظر بر بانک ملی و ذخیره اسکناس از ۳۰ تیر ۱۳۱۹                                                   |
| ۳۹         | تبریز                     | میرزا جعفر اصفهانی                         |                                                                                                  |
| ۴۰         | تبریز                     | محمدعلی تربیت                              | در ۲۷ دی ۱۳۱۸ درگذشت                                                                             |
| ۴۱         | تبریز                     | محمدابراهیم اصفهانیان                      |                                                                                                  |
| ۴۲         | تبریز                     | علی‌اصغر چایچی                              |                                                                                                  |
| ۴۳         | تبریز                     | محمدتقی رفیعی                              |                                                                                                  |
| ۴۴         | تبریز                     | ربیع جهانشاهی (مصدق‌الملک)                  |                                                                                                  |
| ۴۵         | تربت حیدریه               | دکتر میرزا آقا ضیاء (ضیاءالاطباء)          |                                                                                                  |
| ۴۶         | جهرم                      | لطفعلی معدل شیرازی (معدل‌السلطنه)           |                                                                                                  |
| ۴۷         | جیرفت                     | عطاءالله روحی (عطاءالملک)                  |                                                                                                  |
| ۴۸         | خرم‌‌آباد و لرستان          | جواد شجاع چاغروند                          |                                                                                                  |
| ۴۹         | خرم‌‌آباد و لرستان          | فتح‌الله گودرزی‌نیا                          |                                                                                                  |
| ۵۰         | خرمشهر                    | ضیاءالدین نقابت                            | مخبر کمیسیون دادگستری                                                                            |
| ۵۱         | خوانسار و گلپایگان        | حسنعلی دولتشاهی (معین خلوت)                |                                                                                                  |
| ۵۲         | خوی، ماکو و سلماس         | محمدرضا پارسا                              |                                                                                                  |
| ۵۳         | خوی، ماکو و سلماس         | کامل ماکوئی                                |                                                                                                  |
| ۵۴         | خیاو (مشکین شهر)          | خلیل حریری                                 |                                                                                                  |
| ۵۵         | درگز                      | عبدالله شهدوست                             |                                                                                                  |
| ۵۶         | دزفول                     | مجید موقر                                  |                                                                                                  |
| ۵۷         | دشت میشان، اهواز سوسنگرد  | جواد ارکانی                                |                                                                                                  |
| ۵۸         | دماوند                    | علی دشتی                                   |                                                                                                  |
| ۵۹         | رشت                       | غلامرضا طالش‌خان رحمت سمیعی                 |                                                                                                  |
| ۶۰         | رشت                       | ابراهیم نبیل سمیعی                         | منشی                                                                                             |
| ۶۱         | رضائیه                    | میرزا حسین‌خان افشار استاجلو                |                                                                                                  |
| ۶۲         | رفسنجان                   | میرزا محمد علی‌خان امیر ابراهیمی            |                                                                                                  |
| ۶۳         | زابل و سیستان             | عیسی مشار                                  |                                                                                                  |
| ۶۴         | زنجان                     | سلطان ابراهیم‌ افخمی (امیراشرف)             |                                                                                                  |
| ۶۵         | زنجان                     | حسین رهبری                                 |                                                                                                  |
| ۶۶         | زنجان                     | حبیب‌الله مجد ضیائی                         |                                                                                                  |
| ۶۷         | ساری                      | دکتر اسماعیل سنگ                           |                                                                                                  |
| ۶۸         | ساری                      | میرزا حسین‌خان معتصم سنگ                    |                                                                                                  |
| ۶۹         | ساوه و زرند               | سید محمد طباطبائی                          |                                                                                                  |
| ۷۰         | سبزوار                    | حسن علوی سبزواری (آقازاده)                 | در اسفند ۱۳۱۹ درگذشت                                                                             |
| ۷۱         | سبزوار                    | محمدتقی معتضدی (معتضدالدوله)               |                                                                                                  |
| ۷۲         | سراب و گرمرود (میانه)     | محمدعلی مولوی (نظام‌الاسلام)                |                                                                                                  |
| ۷۳         | سقز و بانه                | عبدالله ناهید (افتخارالسلطان)              |                                                                                                  |
| ۷۴         | سمنان و دامغان            | دکتر حسینقلی قزل‌ایاغ                       |                                                                                                  |
| ۷۵         | سنندج                     | فرج‌الله آصف (سردار معظم)                   |                                                                                                  |
| ۷۶         | سنندج                     | نصرت‌الله صادق وزیری                        |                                                                                                  |
| ۷۷         | سنندج                     | محمد وکیل (وکیل‌الملک)                      | در مهر ۱۳۲۰ درگذشت                                                                               |
| ۷۸         | سیرجان                    | حسن مرآت اسفندیاری (مرآت‌السلطنه)           | کارپرداز تا ۱۴ مهر ۱۳۱۹ و از ۱۴ فروردین ۱۳۱۹ تا پایان مجلس                                       |
| ۷۹         | شاهرود                    | محمدقلی آصف تاج‌بخش (آصف‌الحکماء)            |                                                                                                  |
| ۸۰         | شوشتر                     | محمود ناصری (مصدق‌الدوله)                   |                                                                                                  |
| ۸۱         | شهر ری                    | موسی جوان                                  |                                                                                                  |
| ۸۲         | شهرضا                     | محسن مهدوی                                 |                                                                                                  |
| ۸۳         | شهرکرد                    | عبدالوهاب مؤید احمدی (مؤیدالاسلام)         | منشی تا ۱۴ فروردین ۱۳۱۹                                                                          |
| ۸۴         | شهریار و ساوجبلاغ و کردان | یدالله دهستانی                             |                                                                                                  |
| ۸۵         | شیراز                     | محمدمهدی نمازی                             |                                                                                                  |
| ۸۶         | شیراز                     | میرزا محمد تقی‌خان شنکایی (شانگهائی شیرازی) |                                                                                                  |
| ۸۷         | شیراز                     | ابوطالب کازرونیان                          |                                                                                                  |
| ۸۸         | شیراز                     | میرزا احمدخان مؤید قوامی                   |                                                                                                  |
| ۸۹         | شیراز                     | احمد مهذب (مهذب‌الدوله)                     |                                                                                                  |
| ۹۰         | طوالش و گرگانرود          | سید حسین معینی                             |                                                                                                  |
| ۹۱         | فردوس و طبس               | حسن مسعودی خراسانی (سالار مؤید)            |                                                                                                  |
| ۹۲         | فسا                       | حبیب‌الله نوبخت                             |                                                                                                  |
| ۹۳         | فسا                       | علی‌قلی هدایت                               | کارپرداز از ۶ مرداد ۱۳۱۹ (به جای ارباب کیخسرو) تا پایان مجلس                                     |
| ۹۴         | فومن                      | دکتر عطاءالله‌ سمیعی                        |                                                                                                  |
| ۹۵         | فیروزآباد                 | جعفر خواجه‌نوری                             | نایب رئیس تا ۱۴ فروردین ۱۳۲۰                                                                     |
| ۹۶         | قزوین                     | باقر شاهرودی (کامکار)                      |                                                                                                  |
| ۹۷         | قزوین                     | هدایت‌الله مکرم افشار                       |                                                                                                  |
| ۹۸         | قم                        | ابوالفضل تولیت (مصباح‌التولیه)              |                                                                                                  |
| ۹۹         | قوچان                     | محمود فرخ خراسانی                          |                                                                                                  |
| ۱۰۰        | کاشان و نطنز              | سلیم ایزدی                                 | در آذر ۱۳۱۸ درگذشت                                                                               |
| ۱۰۱        | کاشان و نطنز              | ابوالقاسم نراقی                            |                                                                                                  |
| ۱۰۲        | کاشان و نطنز              | سید یعقوب انوار (صدرالعلماء)               | به جای سلیم ایزدی                                                                                |
| ۱۰۳        | کاشمر                     | محمدابراهیم امیرتیمور کلالی (سردار نصرت)   |                                                                                                  |
| ۱۰۴        | کرمان                     | محمود دبستانی (امین‌الاسلام)                |                                                                                                  |
| ۱۰۵        | کرمان                     | محمد هاشمی کرمانی                          | مخبر کمیسیون کشور                                                                                |
| ۱۰۶        | کرمانشاه                  | علی اعظم زنگنه (امیرکل)                    |                                                                                                  |
| ۱۰۷        | کرمانشاه                  | هدایت‌الله پالیزی (رفعت‌السلطنه)             | منشی                                                                                             |
| ۱۰۸        | کرمانشاه                  | عطاءالله پالیزی (وکیل‌الدوله)               |                                                                                                  |
| ۱۰۹        | کرمانشاه                  | میرزا موسی‌خان مرآت (مرآت‌الممالک)           | در بهمن ۱۳۱۸ درگذشت                                                                              |
| ۱۱۰        | گرگان                     | محسن همراز (فاضل‌الملک)                     |                                                                                                  |
| ۱۱۱        | گنبد قابوس و دشت گرگان    | محمد آخوند جرجانی                          |                                                                                                  |
| ۱۱۲        | لار                       | جواد آزادی                                 | منشی از ۱۴ فروردین ۱۳۱۹ تا پایان مجلس                                                            |
| ۱۱۳        | لاهیجان و لنگرود          | احمد صفاری (سالار مؤید)                    |                                                                                                  |
| ۱۱۴        | محلات، خمین و کمره        | محسن صدر (صدرالاشراف)                      |                                                                                                  |
| ۱۱۵        | مراغه                     | میرزا موسی‌خان فتوحی                        |                                                                                                  |
| ۱۱۶        | مراغه                     | اسکندر مقدم (سردار ناصر)                   |                                                                                                  |
| ۱۱۷        | مشهد                      | علی اقبال (اقبال‌السلطان)                   |                                                                                                  |
| ۱۱۸        | مشهد                      | قاسم غنی                                   |                                                                                                  |
| ۱۱۹        | مشهد                      | علی‌اکبر فیاض                               |                                                                                                  |
| ۱۲۰        | مشهد                      | علی مؤید ثابتی                             |                                                                                                  |
| ۱۲۱        | ملایر، نهاوند و تویسرکان  | حسن مخبر فرهمند (مخبر حضور)                | کارپرداز - مخبر کمیسیون پست و تلگراف                                                             |
| ۱۲۲        | ملایر، نهاوند و تویسرکان  | هاشم ملک مدنی                              |                                                                                                  |
| ۱۲۳        | مهاباد                    | علی حیدری مکری                             | کارپرداز از ۱۴ مهر ۱۳۱۹ تا ۱۴ فروردین ۱۳۲۰                                                       |
| ۱۲۴        | نائین                     | خان‌بابا طباطبائی نائینی (معصوم‌خانی)        |                                                                                                  |
| ۱۲۵        | نجف آباد                  | حیدرعلی امامی                              |                                                                                                  |
| ۱۲۶        | نیشابور                   | محمدتقی ذوالقدر (امین‌الشریعه)              |                                                                                                  |
| ۱۲۷        | ورامین و ایوانکی          | سید محمد محیط لاریجانی                     |                                                                                                  |
| ۱۲۸        | هرو آباد (خلخال)          | جعفر پناهی                                 |                                                                                                  |
| ۱۲۹        | همدان                     | عبدالحسین اورنگ (شیخ‌الملک)                 |                                                                                                  |
| ۱۳۰        | همدان                     | اسدالله کیوان                              |                                                                                                  |
| ۱۳۱        | یزد                       | سید کاظم جلیلی                             |                                                                                                  |
| ۱۳۲        | یزد                       | هادی طاهری (شیخ‌الرئیس)                     | نایب رئیس تا ۱۴ فروردین ۱۳۱۹ و از ۱۴ مهر ۱۳۱۹ تا پایان مجلس                                      |
| ۱۳۳        | یزد                       | محمدحسین نواب                              |                                                                                                  |
| ۱۳۴        | ارامنه جنوب               | جبرائیل بوداغیان                           |                                                                                                  |
| ۱۳۵        | ارامنه شمال و کلدانیان    | سهراب ساگینیان                             |                                                                                                  |
| ۱۳۶        | زرتشتیان                  | کیخسرو شاهرخ (ارباب کیخسرو)                | کارپرداز - در یازدهم تیر ۱۳۱۹ درگذشت                                                             |
| ۱۳۷        | کلیمیان                   | لقمان نهورای                               |                                                                                                  |